# Xenotrochalus mirabilis
Xenotrochalus mirabilis är en skalbaggsart som beskrevs av Moser 1917. Xenotrochalus mirabilis ingår i släktet Xenotrochalus och familjen Melolonthidae. Inga underarter finns listade i Catalogue of Life.